# Дереволаз тринідадський
Дереволаз тринідадський (Mannophryne trinitatis) — вид земноводних з роду Mannophryne родини Aromobatidae.

## Опис
Загальна довжина тіла сягає 2,5 см. Голова невелика. Тулуб стрункий. Пальці мають диски-присоски. Забарвлений у сіро-оливкові або коричневі тони з темними плямами. Низ у самиць лимонно-або золотаво-жовтий. У обох статей по грудям проходить темна смуга.

## Спосіб життя
Полюбляє вологі тропічні ліси уздовж струмків або озер, карстові печери, тимчасові водойми. Активний удень. Живиться дрібними комахами, павуками і хробаками.
Самиця відкладає яйця у лісову підстилку або між скелями. Самець виявляє надзвичайну турботу щодо кладки та пугоголовок.

## Розповсюдження
Дереволаз тринідадський мешкає у центральних районах острова Тринідад.